# Красногорський міський округ
Красного́рський район (рос. Красногорский район) — один з муніципальних районів Московської області РФ. Центр — місто Красногорськ.

## Географія
Площа району складає 224,9 км². Район межує на сході з Москвою, на півдні з Одинцовським, на заході з Істринським, на півночі з Солнечногорським муніципальними районами та міським округом Хімки Московської області.

## Історія
Красногорський район утворений у вересні 1932 року шляхом перетворення Сходненського району. 7 жовтня 1940 року робітниче селище Красногорськ, яке тоді нараховало 20 тисяч мешканців було перетворено в місто.
На початку грудня 1941 року німецькі війська наблизились до Москви і увійшли на територію Красногорського району. Протягом кількох днів йшли бої біля сіл Козино та Нефедьєво, а 5 грудня розпочався контрнаступ радянської армії.
1 червня 2012 року в рамках проекту розширення Москви з міського поселення Красногорськ до складу району Кунцево Москви була передано 570 га території.

## Адміністративний поділ
- Міське поселення Красногорськ (Красногорськ, села Гольйово, Івановське)
- Міське поселення Нахабіно (селище Нахабіно, села Желябіно, Козино, Нефедьєво)
- Сільське поселення Ільїнське (села Ільїнське, Александровка, Бузланово, Воронки, Глухово, Грибаново, Дмитровське, Захарково, Михалково, Ніколо-Урюпіно, Петрово-Дальнє, Поздняково, Степановське, Тимошкино, селище дачного господарства «Архангельське», селища Архангельське, Ільїнське-Усово, Інженерний-1, Істра, Мечниково, Новий)
- Сільське поселення Отрадне (селища Отрадне, Світлі гори, села Ангелово, Аристово, Гаврилково, Коростово, Мар'їно, Путилково, Сабурово).

## Символіка
Красногорський район має власну символіку: герб та прапор. Сучасна версія символіки була ухвалена 21 лютого 2002 року.

## Міста-побратими
- Горле (Нідерланди) (з 1987 р.)
- Сливниця (Болгарія) (з 1988 р.)
- Кореличі (Білорусь) (з 1992 р.)
- Тукумс (Латвія) (з 1993 р.)
- Вонгровець (Польща) (з 2002 р.)
- Плунге (Литва) (з 2003 р.)
- Гехштадт-на-Айші (Німеччина) (з 2003 р.)